# Libros de privilegios
Desde época antigua, las monarquías, las instituciones eclesiásticas y las corporaciones públicas han tenido la costumbre de copiar en un libro todos los documentos que expedían (registros) o que recibían (cartularios), especialmente aquellos documentos que eran garantía de un privilegio, de una propiedad, de un derecho o de una jurisdicción. Estos libros se conocen con el nombre de códices diplomáticos.

## Tipología
En Cataluña, teniendo en cuenta el tipo de institución que los hacía compilar, podemos dividir los códices diplomáticos en tres grupos: 
- Condales, elaborados por la cancillería de los primeros condes-reyes;
- Eclesiásticos, pertenecientes a catedrales y monasterios;
- Corporativos, propiedad de alguna institución pública (municipios) o de organizaciones profesionales (gremios y cofradías) o benéficas (hospitales).

En cuanto a los códices corporativos, la mayoría son libros municipales de privilegios. Muchos de los principales municipios catalanes medievales sintieron la necesidad de tener unos cartularios en los que se registrasen los documentos referidos a la fundación de la institución, a su organización interna o a sus sucesivas reformas. El principal motivo por el que se elaboraban estos códices era tener a mano los documentos más importantes, los más consultados o los que habían creado jurisprudencia en temas especialmente sensibles para la institución. En la práctica, la consulta de las copias de los libros de privilegios substituía la de los documentos originales, más difíciles de examinar por su dispersión o por su heterogeneidad formal. Teniendo en cuenta la necesidad de que los documentos copiados en estos códices tuviesen validez legal, siempre eran confeccionados por notarios; esta autoría también se pone de manifiesto por el hecho de que estas compilaciones documentales no son desordenadas ni arbitrarias, sino que están estructuradas siguiendo criterios de naturaleza jurídica, patrimonial o cronológica.

## Una confección muy cuidada
La prueba de que eran considerados libros singulares y de gran importancia para la institución que los mandaba redactar era el cuidado que se ponía en su confección material. La mayoría eran escritos sobre pergamino y con una escritura propia de los códices, y se los dotaba de una decoración lujosa (orlas, miniaturas, capitales iluminadas, rúbricas) y de una encuadernación también especial, tanto para asegurar su conservación como para aumentar la belleza del propio códice. Precisamente muchos de estos libros de privilegios son conocidos por el nombre del color de la piel que recubría sus tapas: libro rojo, libro verde, libro amarillo, libro blanco, etc.

## LosLibros de privilegiosmás destacados
Además del Llibre Verd de Barcelona, el Consejo de Ciento disponía de otros libros de privilegios. Entre estos, destaca el Llibre Vermell, una compilación en cuatro volúmenes compuesta en el transcurso de varios siglos. El primer volumen, llamado también Llibre de Santa Eulàlia, contiene la copia de 160 documentos fechados entre los años 1232 y 1390 y fue elaborado bien en los últimos años del siglo XIV o bien en los primeros años del siglo XV. El segundo volumen, llamado Llibre de Sant Andreu, tiene 235 documentos de los años 1095 a 1405 y se debió hacer en el primer tercio del siglo XV. El tercer volumen consta de 192 documentos del periodo 1396 a 1507; se debió empezar en 1446 y terminar durante la primera mitad del siglo XVI. Finalmente, el cuarto volumen incluye 144 documentos de los años 1328 a 1610 y fue confeccionado entre la segunda mitad del siglo XVI y la primera mitad del siglo XVII.

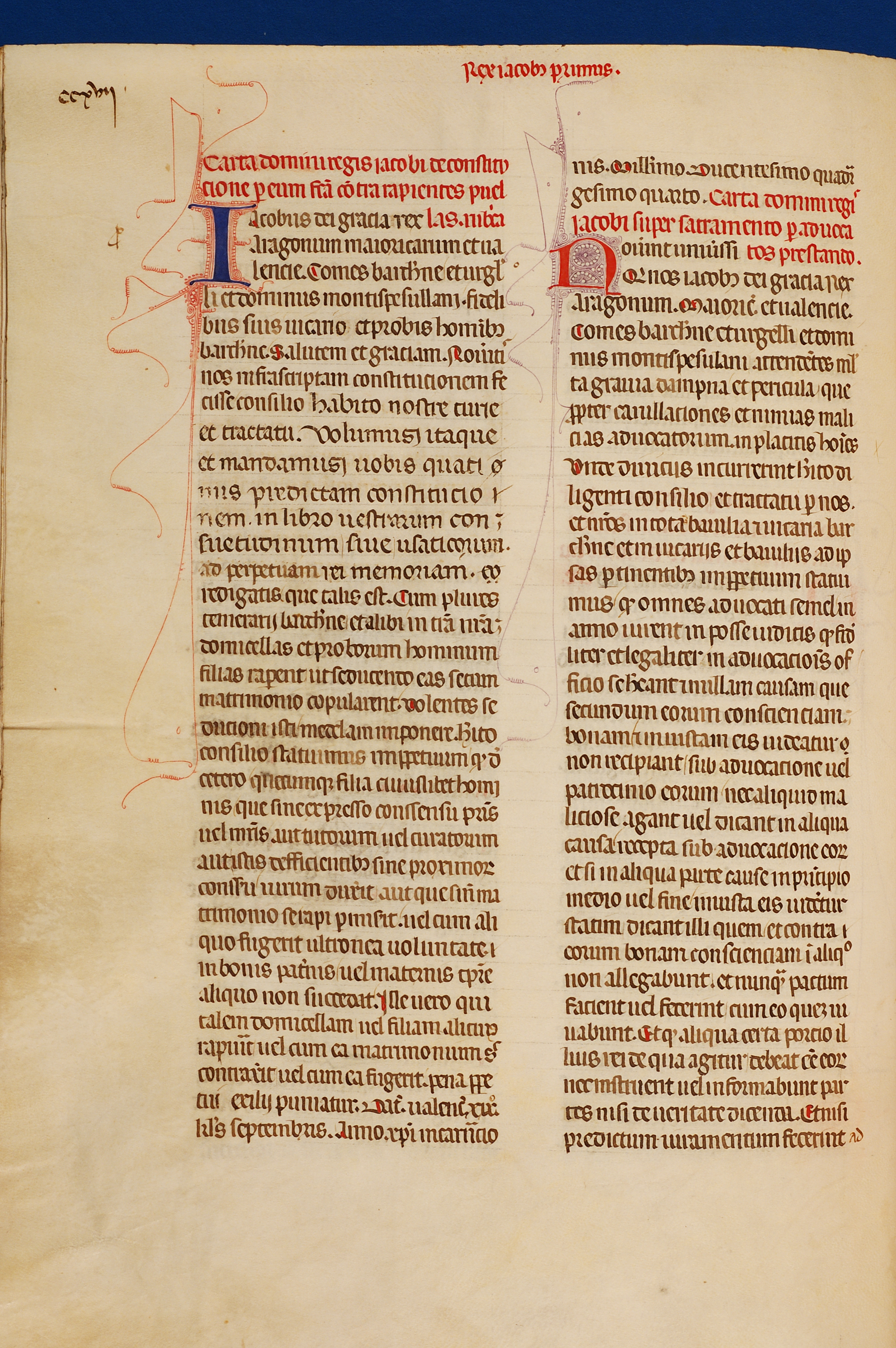
Llibre Verd de Barcelona. Archivo Histórico de la Ciudad de Barcelona

## ElPrimer Llibre Verd
El llamado Primer Llibre Verd es, como su nombre indica, un precedente del Llibre Verd de Barcelona. Contiene diversos textos de carácter historiográfico y jurídico, constituciones de paz y tregua y de Cortes y privilegios de la ciudad de Barcelona; el documento más reciente es del 1343. Se elaboró antes de 1346 y se abandonó porque la ciudad decidió hacer uno nuevo, más correcto y más manejable. Destaca la ilustración, formada por letras capitales iluminadas y filigranadas, miniaturas y orlas.

## Los mal llamadosUsatges de Ramon Ferrer
El libro de privilegios llamado impropiamente Usatges de Ramon Ferrer debe este nombre al hecho, de una parte, que el primer texto copiado es el acuerdo del Consejo de Ciento de 1346 de encargar al notario Ramon Ferrer la elaboración de un libro de privilegios que mejorase el Primer Llibre Verd, y, de otra, que el primer texto jurídico compilado sean los Usatges de Barcelona. Como el anterior, contiene textos historiográficos y jurídicos, y constituciones de paz y tregua y de Cortes hasta el reinado de Pedro el Ceremonioso, muerto en 1387. En cambio, aunque en las rúbricas hay referencias a privilegios de la ciudad de Barcelona, el manuscrito, tal como nos ha llegado, no contiene ninguna. La ilustración está formada por letras capitales filigranadas e iluminadas y orlas.
Otros libros de privilegios del Consejo de Ciento destacados son: 
- el Liber antiquus privilegiorum regiorum civitatis Barcinone primus
- el Secundus antiquus regiorum privilegiorum civitatis Barcinone
- el Tertius antiquus privilegiorum civitatis Barcinone
- el Quartus antiquus privilegiorum
- el Constitutionum et privilegiorum antiquorum liber.

Todos estos libros de privilegios se conservan en el Archivo Histórico de la Ciudad de Barcelona.